# サンティアゴ・モーニング
クルブ・デ・デポルテス・サンティアゴ・モーニング（スペイン語: Club de Deportes Santiago Morning S.A.D.P.）は、チリのサンティアゴ県ラ・ピンタナに本拠地を置くプロサッカークラブチームである。チリ・フットボールリーグのプリメーラBに所属している。

## タイトル

### 国内タイトル
- プリメーラ・ディビシオン 1回
  - 1942
- チリ・カップ 6回
  - 1934, 1943, 1944A, 1944CC, 1949, 1950

## 歴代監督
- エルナン・イバーラ (2013)
- エルナン・ゴドイ (2013-2014)
- パトリシオ・アルメンドラ (2014-2015)
- マウリシオ・ポソ (2015)
- フスト・ファラン (暫定) (2015)
- ミゲル・アンヘル・アルエ (2015-2016)
- フスト・ファラン (暫定) (2016)
- エルナン・ゴドイ (2016-2017)
- ハイメ・ガルシア (2018)
- レネ・クラス (2018-2019)
- アグスティン・アルマルサ (暫定) (2019)
- ルイス・ランデロス (2019-2020)
- アグスティン・アルマルサ (暫定) (2020)
- ファビアン・マルスカ (2020-2022)
- クリスティアン・ムニョス (2022-2023)
- クラウディオ・ロハス (2023)
- ルイス・マルコレータ (2023-)